# 킹치메인
킹치메인(1996년 1월 21일 ~)은 대한민국의 가수다. 2018년 싱글 [thisisneverthat]으로 데뷔했다.

## 방송
- 쇼미더머니8 (2019) - Top21

## 음반
- thisisneverthat (2018)
- ON TOUR (2018)
- 난 믿지 않았네 신을 (2018)
- 동수 (Feat. KOR KASH) (2020)
- Ω (오메가) (2020)
- 붉은 포도밭 (2020)